# Station Munster (Örtze)
Station Munster (Örtze) (Bahnhof Munster (Örtze)) is een spoorwegstation in de Duitse plaats Munster in de deelstaat Nedersaksen. Het station ligt aan de spoorlijn Uelzen - Langwedel, de spoorlijn Beckedorf - Munster wordt alleen sporadisch door goederentreinen bereden.

## Indeling
Station Brockhöfe heeft twee perrons, waarvan er één wordt gebruikt. Het perron welke gebruikt wordt, is een eilandperron tussen de sporen 1 en 2. Het hoofdperron (spoor 1) wordt alleen gebruikt om op de trein te wachten, omdat deze deels overkapt is en er voldoende ruimte is om te wachten. Daarnaast is het eilandperron te smal en kan het alleen worden gebruikt voor het in- en uitstappen. Naast het hoofdperron staat het stationsgebouw, maar deze wordt als dusdanig niet meer gebruikt. Wel is er in het stationsgebouw een kiosk en een horecagelegenheid te vinden. Aan de voorzijde van het station zijn er een fietsenstalling en een kleine parkeerplaats. Tevens is er een busstation met drie perrons. Het station is te bereiken vanaf de straat Bahnhofstraße.

## Verbindingen
Het station wordt bediend door treinen van erixx. De volgende treinserie doet het station Munster (Örtze) aan:
| Serie | Treinsoort           | Route                                                | Bijzonderheden             |
| ----- | -------------------- | ---------------------------------------------------- | -------------------------- |
| RB 37 | Regionalbahn (Erixx) | Bremen Hbf – Soltau (Han) – Munster (Örtze) – Uelzen | Rijdt eenmaal per twee uur |